# 浅野秀二
浅野 秀二（あさの しゅうじ、1959年8月30日 - ) は、日本のVFXプロデューサー。新潟県出身。IMAGICA所属。

## 経歴
立教大学卒業後、1983年に国内ではまだ希少な存在であったCG制作会社・トーヨーリンクスに入社しCG制作に携わるようになる。
博覧会やアトラクション、CMのCGの制作を経て、1996年以降、映画のVFXを手がけ始める。
現在、VFXプロデューサー/スーパーバイザーとして作品に参加する。

## 主な作品

### 映画
- 『神田川淫乱戦争』（1983年）- 製作助手
- 『ドレミファ娘の血は騒ぐ』（1985年）- 出演（勧誰員B）
- 『ACRI』（1996年）- VFXプロデューサー
- 『回路』（2001年）- 特殊視覚効果
- 『黄泉がえり』（2002年）- ビジュアルエフェクト
- 『ドッペルゲンガー』（2002年）- VFXプロデューサー
- 『ジョゼと虎と魚たち』（2002年）- VFXプロデューサー
- 『アカルイミライ』（2003年）- ビジュアルエフェクト
- 『MOON CHILD』（2003年）- VFXスーパーバイザー
- 『ドラゴンヘッド』（2003年）- VFXプロデューサー
- 『死に花』（2004年）- VFXプロデューサー
- 『忍　SHINOBI』（2005年）- VFXプロデューサー
- 『容疑者 室井慎次』（2005年）- VFXプロデューサー
- 『交渉人 真下正義』（2005年）- VFXプロデューサー
- 『叫』（2006年）- VFXスーパーバイザー
- 『ありがとう』（2006年）- VFXプロデューサー
- 『エリ・エリ・レマ・サバクタニ』（2006年）- VFXプロデューサー
- 『LOFT ロフト』（2006年）- VFXスーパーバイザー
- 『どろろ』（2007年）- VFXプロデューサー
- 『サッドヴァケイション』（2007年）- VFXプロデューサー
- 『トウキョウソナタ』（2008年）-VFXスーパーバイザー
- 『櫻の園』（2008年）- デジタル合成
- 『僕の彼女はサイボーグ』（2008年）- VFXプロデューサー
- 『大決戦!超ウルトラ8兄弟』（2008年）- VFXプロデューサー
- 『ウルトラミラクルラブストーリー』（2009年）- SFX/VFXプロデューサー
- 『カムイ外伝』（2009年）- VFXスーパーバイザー
- 『東京島』（2010年）- VFXスーパーバイザー
- 『聯合艦隊司令長官 山本五十六』（2011年）- VFXプロデューサー
- 『キツツキと雨』（2012年）- VFXプロデューサー
- 『体脂肪計タニタの社員食堂』（2013年）- VFXスーパーバイザー
- 『はじまりのみち』（2013年）- VFX
- 『リアル〜完全なる首長竜の日〜』（2013年）- VFXスーパーバイザー
- 『カラオケ行こ!』（2024年）- VFX

### テレビドラマ
- 『不毛地帯』 (2009年) 　- VFX
- 『外交官 黒田康作』 (2011年) – VFX